# Kojiro Kaimoto
Kojiro Kaimoto (Osaka, 14 oktober 1977) is een voormalig Japans voetballer.

## Carrière
Kojiro Kaimoto speelde tussen 1996 en 2010 voor Gamba Osaka, Seongnam Ilhwa Chunma, Nagoya Grampus Eight, Albirex Niigata, Tokyo Verdy, Bonnyrigg White Eagles en North Queensland Fury.